# Funisciurus isabella
Funisciurus isabella är en däggdjursart som först beskrevs av Gray 1862. Den ingår i släktet Funisciurus och familjen ekorrar. IUCN kategoriserar arten globalt som livskraftig.

## Underarter
Catalogue of Life samt Wilson & Reeder (2005) skiljer mellan två underarter:
- Funisciurus isabella dubosti Eisentraut, 1969
- Funisciurus isabella isabella (Gray, 1862)

## Beskrivning
Pälsen på ovansidan är mörkbrun, lätt spräcklig i gråbrunt, och med två breda, svarta stimmor, omgivna av blek päls, längs varje sida. Huvudet och lemmarnas utsidor är olivbruna, undersidan ljusgrå. Svansen, som är relativt korthårig, är tvärbandad i ockra och svart. Hanarnas kropplängd är 15 till 17 cm, ej inräknat den 15 till 18 cm långa svansen, och vikten varierar mellan 97 och 140 g. Motsvarande värden för honorna är 14 till 16,5 cm för kroppslängden, 13,5 till 18,5 cm för svanslängden, och en vikt mellan 90 och 116 g.

## Utbredning
Denna trädekorre förekommer i Kamerun, Centralafrikanska republiken, Kongo-Brazzaville, Ekvatorialguinea och norra Gabon. Arten kan vara vanlig på platser med optimalt habitat, men utbredningen är generellt ganska fragmenterad.

## Ekologi
Habitatet utgörs av tätbevuxna områden med buskage eller rankor i regnskogar, både i låglandet och i bergstrakter. Arten kan också påträffas i övergivna, igenvuxna plantager och trädgårdar, samt i buskage kring vägar. Den undviker mogna regnskogar med höga träd.
Födan består framför allt av frukt och frön, till mindre del av gröna växtdelar och leddjur (framför allt myror och termiter, till mindre del fjärilslarver). Någon gång kan den äta svamp.
Funisciurus isabella är högjudd, med många kacklande och drillande läten. Honan får troligtvis endast en unge. Boet är vävt av växtmaterial och klotrunt.